# Coppa Acerbo 1937
La Coppa Acerbo 1937 è stata una corsa automobilistica di velocità in circuito.
Disputata il 15 agosto 1937 sul Circuito di Pescara, da ripetere per 16 volte, la gara era riservata alle vetture di Formula Grand Prix come prova non valida per il Campionato europeo. Vinse Bernd Rosemeyer su Auto Union Type C coprendo i 412,8 chilometri in 2h55'39"05 alla velocità media di 141,00 km/h.

## Vetture
Vetture di Formula Grand Prix che parteciparono alla gara.
| Costruttore   | Vettura | Cilindrata             |
| ------------- | ------- | ---------------------- |
| Alfa Romeo    | 8C 35   | 3800 cm³ - 8 cilindri  |
| Alfa Romeo    | 12C 37  | 4500 cm³ - 12 cilindri |
| Auto Union    | Type C  | 6000 cm³ - 16 cilindri |
| Mercedes-Benz | W125    | 5700 cm³ - 8 cilindri  |

## Gara

### Griglia di partenza
Posizionamento dei piloti alla partenza della gara.
| Prima fila   | 3 Pos.                    |                              | 2 Pos.                          |                                       | 1 Pos.                         |
| ------------ | ------------------------- | ---------------------------- | ------------------------------- | ------------------------------------- | ------------------------------ |
|              | Hans Stuck Auto Union     |                              | Rudolf Caracciola Mercedes-Benz |                                       | Bernd Rosemeyer Auto Union     |
| Seconda fila |                           | 5 Pos.                       |                                 | 4 Pos.                                |                                |
|              |                           | Luigi Fagioli Auto Union     |                                 | Manfred von Brauchitsch Mercedes-Benz |                                |
| Terza fila   | 8 Pos.                    |                              | 7 Pos.                          |                                       | 6 Pos.                         |
|              | Tazio Nuvolari Alfa Romeo |                              | Raymond Sommer Alfa Romeo       |                                       | Hermann Paul Müller Auto Union |
| Quarta fila  |                           | 10 Pos.                      |                                 | 9 Pos.                                |                                |
|              |                           | Vittorio Belmondo Alfa Romeo |                                 | Hans Ruesch Alfa Romeo                |                                |

### Risultati
Risultati finali della gara.
| Pos | Nr | Pilota                           | Scuderia            | Vettura            | Giri | Tempo/Ritiro |
| --- | -- | -------------------------------- | ------------------- | ------------------ | ---- | ------------ |
| 1   | 10 | Bernd Rosemeyer                  | Auto Union AG       | Auto Union Type C  | 16   | 2h55'39"05   |
| 2   | 14 | Manfred von Brauchitsch          | Daimler-Benz AG     | Mercedes-Benz W125 | 16   | 2h57'20"92   |
| 3   | 22 | Hermann Paul Müller              | Auto Union AG       | Auto Union Type C  | 16   | 3h01'49"86   |
| 4   | 20 | Luigi Fagioli                    | Auto Union AG       | Auto Union Type C  | 15   | 2h58'58"46   |
| 5   | 8  | Rudolf Caracciola Richard Seaman | Daimler-Benz AG     | Mercedes-Benz W125 | 15   | 3h00'27"13   |
| 6   | 18 | Vittorio Belmondo                | Graf Salvi del Pero | Alfa Romeo 8C 35   | 13   | 3h06'35"83   |
| Rit | 24 | Raymond Sommer                   | Scuderia Ferrari    | Alfa Romeo 8C 35   | 8    |              |
| Rit | 4  | Hans Stuck                       | Auto Union AG       | Auto Union Type C  | 7    | Motore       |
| Rit | 6  | Hans Ruesch                      | Privato             | Alfa Romeo 8C 35   |      |              |
| Rit | 16 | Tazio Nuvolari Nino Farina       | Alfa Corse          | Alfa Romeo 12C 37  | 6    |              |

Note
Giro veloce:  Bernd Rosemeyer (10'36"58 nel giro 2).
Velocità media:  Bernd Rosemeyer (141 km/h)

## Altre gare

### Coppa Acerbo vetturette
La Coppa Acerbo per vetturette 1937 è stata una corsa automobilistica di velocità in circuito per voiturette con cilindrata massima di 1500 cm³, disputata il 15 agosto 1937, stesso giorno della Coppa Acerbo di Formula Grand Prix sul medesimo Circuito di Pescara da ripetere solo sei volte; partirono 15 piloti di cui 6 conclusero la corsa. Risultati parziali della gara.
| Pos | Nr | Pilota              | Scuderia                  | Vettura        | Giri | Tempo/Ritiro |
| --- | -- | ------------------- | ------------------------- | -------------- | ---- | ------------ |
| 1   | 38 | Giovanni Rocco      | Officine Alfieri Maserati | Maserati 6CM   | 6    | 1h14'12"47   |
| 2   | 26 | Ettore Bianco       | Officine Alfieri Maserati | Maserati 6CM   | 6    | 1h14'18"30   |
| 3   | 42 | Franco Cortese      | Privato                   | Maserati 6CM   | 6    | 1h14'43"29   |
| 4   | 32 | Francesco Severi    | Scuderia Maremmana        | Maserati 6CM   | 6    | 1h16'04"62   |
| 5   |    | Luigi Benazzi       | Privato                   | Maserati 4CM   | 6    | 1h25'38"     |
| 6   | 30 | Edoardo Teagno      | Privato                   | Maserati 4CM   | 6    | 1'27"04      |
| Rit | 54 | Ferdinando Righetti | Scuderia Ambrosiana       | Maserati 6CM   |      |              |
| Rit | 56 | Luciano Uboldi      | Gruppo Volta              | Maserati 4CM   |      |              |
| Rit | 50 | Angelo Marelli      | Gruppo Volta              | Maserati 4CM   |      |              |
| Rit | 58 | Franco Bertani      | Gruppo Volta              | Maserati 4CM   |      |              |
| Rit | 60 | Tito Musso          | Privato                   | MG K3 Magnette |      |              |
| Rit | 44 | Giuseppe Musso      | Privato                   | Maserati 4CM   |      |              |
| Rit | 34 | Luigi Villoresi     | Privato                   | Maserati 6CM   | 3    | Meccanica    |
| Rit | 48 | Reggie Tongue       | Privato                   | ERA B          | 0    | Incidente    |
| Rit | 36 | Pasquale Ermini     | Scudria Maremmana         | Maserati 4CM   | 0    | Incidente    |

Note
Giro veloce:  Ettore Bianco (12'09"75 nel giro 6).

### Targa Abruzzi
La Targa Abruzzi 1937 è stata una corsa automobilistica di velocità in circuito per vetture di categoria Sport della durata di sei ore, disputata il 13 agosto 1937, due giorni prima della Coppa Acerbo e sul medesimo Circuito di Pescara; partirono 52 piloti di cui 27 conclusero la corsa. Risultati parziali della gara.
| Pos | Classe  | Nr | Pilota                  | Scuderia         | Vettura                             | Distanza   | Tempo/Ritiro |
| --- | ------- | -- | ----------------------- | ---------------- | ----------------------------------- | ---------- | ------------ |
| 1   | TN +1.5 |    | Franco Cortese          |                  | Alfa Romeo 2300B Pescara Berlinetta | 653.325 km | 6h00'00"     |
| 2   | TN +1.5 |    | Giuseppe Salvi del Pero |                  | Alfa Romeo 8C 2300A                 | 626.221 km |              |
| 3   | TN 1.5  |    | Ovidio Capelli          |                  | Fiat 1500 Zagato                    | 611.389 km |              |
| 4   | TN +1.5 |    | Renato Balestrero       |                  | Alfa Romeo 8C 2300A                 |            |              |
| ?   | TN 1.1  | 36 | Lotario Rangoni         | Privato          | Stanguellini TN1100 Coppa d'Oro     |            |              |
| ?   | TN 750  |    | Franco Spotorno         |                  | Fiat 500A Ghiringhelli              |            |              |
| ?   | TN750   |    | Giulio Baravelli        | Privato          | Stanguellini TN750                  |            |              |
| ?   | TN 1.5  |    | Ruggero Minio           |                  | Fiat 1500                           |            |              |
| ?   | TN750   |    | Efisio Zanella          |                  | Stanguellini TN750                  |            |              |
| ?   | TN 1.5  |    | Vito Mussolini          | Scuderia Parioli | Fiat 1500 Viotti                    |            |              |
| ?   | TN 1.5  |    | Renzo Cantoni           |                  | Fiat                                |            |              |
| ?   | TN 1.5  |    | G. Ramella              |                  | Lancia Aprilia                      |            |              |
| ?   | TN 1.5  |    | Vittorio Mussolini      |                  | Fiat 1500 Viotti                    |            |              |